# Katia Parodi
Katia Parodi (* 9. April 1975 in Genua) ist eine italienische Physikerin. Sie ist Professorin und Inhaberin des Lehrstuhls für medizinische Physik an der Ludwig-Maximilians-Universität München (LMU).

## Leben
Katia Parodi wurde 1975 in Genua geboren. Sie studierte Physik mit Spezialisierung in medizinischer Physik an der Universität Genua und beendete das Studium mit einem Laurea-Abschluss. Zum Promotionsstudium wechselte sie nach Deutschland, wo sie am Institut für Kern- und Hadronenphysik des Forschungszentrums Rossendorf bei Wolfgang Enghardt ihre Doktorarbeit anfertigte. 2004 wurde sie an der Technischen Universität Dresden zum Doktor der Naturwissenschaften promoviert. Ihre Doktorarbeit wurde vom Verein zur Förderung der Tumortherapie mit schweren Ionen mit dem Christoph-Schmelzer-Preis ausgezeichnet.
Nach der Promotion ging sie als Postdoc in die USA und arbeitete dort am Massachusetts General Hospital und der Harvard Medical School in Boston.
2006 kehrte sie nach Deutschland zurück als festangestellte Wissenschaftlerin und Gruppenleiterin am Heidelberger Ionenstrahl-Therapiezentrum. 2009 habilitierte sie sich an der Universität Heidelberg. 2012 wurde sie als Professorin an die LMU München berufen, wo sie seither den Lehrstuhl für medizinische Physik innehat.

## Wirken
Der Schwerpunkt der Forschung an Katia Parodis Lehrstuhl an der LMU München liegt auf präklinischer und klinischer Strahlentherapie mit verschiedenen Strahlungsarten, darunter solche aus etablierten Photonen- und Hadronenquellen, aber auch etwa laserbasierende Systeme. Es bestehen Forschungsprogramme zur Dosimetrie, zur Therapiekontrolle mittels bildgebender Verfahren, zur Entwicklung neuartiger Detektoren, zur Reichweitenbestimmung in der Protonentherapie und der Schwerionentherapie und zur Entwicklung von Laser-Ionenbeschleunigern. Aber auch kernphysikalische Forschung wird betrieben, so zur möglichen Verwendung eines Energieübergangs im Nuklid Thorium-229 zur Konstruktion einer Uhr, die noch genauer sein könnte als heutige Atomuhren, oder zum Einsatz von laserbasierten Ionenbeschleunigern bei der Suche nach bisher unentdeckten schweren Elementen.
2017–2018 war Katia Parodi Präsidentin der Deutschen Gesellschaft für Medizinische Physik. Seit Januar 2021 ist sie wissenschaftliche Chefherausgeberin (Editor-in-Chief) der Fachzeitschrift Physics in Medicine and Biology.